# Synedoida tejonica
Synedoida tejonica là một loài bướm đêm trong họ Erebidae.